# Born Again (canção)
"Born Again" é uma canção da cantora americana Tiffany Young. Foi lançado em 24 de janeiro de 2019 como um single digital e em 22 de fevereiro, foi adicionado como um dos principais singles de Lips on Lips. O single foi produzido por Fernando Garibay (que trabalhou com estrelas como Lady Gaga e Britney Spears).

## Antecedentes e lançamento
Depois de ganhar o estrelato como membro do Girls' Generation, Tiffany embarcou em sua carreira solo nos Estados Unidos. Depois de começar com os singles "Over My Skin" e "Teach You" e de lançar uma canção de Natal intitulada "Peppermint", Tiffany lançou "Born Again" em 25 de janeiro de 2019.

## Composição
A música é sobre começar de novo e se reinventar. Isso reflete claramente as experiências da cantora, que fez um grande movimento de carreira, indo para Los Angeles para florescer como solista e atriz.

## Video musical
O videoclipe foi gravado ao lado de um oceano. A intensidade emocional do vídeo é palpável, especialmente nas cenas em que Tiffany está chorando sentada na areia. O vídeo obteve 2 milhões de visitas em sua primeira semana de lançamento.